# Gustavo Santos
Gustavo Santos Costa, ehemals bekannt als Gustavo Balotelli, (* 25. Juni 1996 in Aracaju) ist ein brasilianischer Fußballspieler.

## Karriere
Santos begann seine Karriere beim EC Bahia. Im August 2014 wurde er für zweieinhalb Jahre nach Japan an Nagoya Grampus verliehen. Im Oktober 2014 gab er dann sein Debüt für Nagoya in der J1 League. Bis zum Ende der Saison 2014 wurde er dreimal eingesetzt. In der Saison 2015 absolvierte er sechs Spiele. In der Saison 2016 kam er nur zweimal zum Einsatz. Zur Saison 2017 wurde der Angreifer innerhalb Japans an den Zweitligisten Roasso Kumamoto weiterverliehen. Für Roasso spielte er 29 Mal in der J2 League und erzielte dabei fünf Tore.
Zur Saison 2018 verließ Santos Bahia endgültig und wechselte nach Vietnam zum Erstligisten Hồ Chí Minh City FC. Für Hồ Chí Minh City kam er zu zwei Einsätzen in der V.League 1. Bereits im August 2018 kehrte er allerdings zu Bahia zurück, wo er sich der Reserve anschloss. Im Februar 2019 wechselte er innerhalb Brasiliens zum Viertligisten SD Juazeirense, der ihn nach vier Spielen in der Staatsmeisterschaft von Bahia im März 2019 an den Zweitligisten Clube de Regatas Brasil verlieh. Für die Regatas blieb er aber ohne Ligaeinsatz, in der Staatsmeisterschaft von Alagoas spielte er zweimal. Im Mai 2019 kehrte er zu Juazeirense zurück und absolvierte anschließend sieben Spiele in der Série D.
Im August 2019 wechselte Santos nach Griechenland zum Zweitligisten Apollon Larissa. Für Apollon kam er bis zum COVID-bedingten Saisonabbruch zu 18 Einsätzen in der Super League 2, in denen er viermal traf. Im Oktober 2020 kehrte er wieder in seine Heimat zurück und schloss sich dem Drittligisten EC Jacuipense an, für den er bis zum Ende der Saison 2020 noch eine Partie in der Série C machte. Im April 2021 zog er zum Sete de Setembro EC weiter, für den er in der Staatsmeisterschaft von Pernambuco fünfmal zum Einsatz kam. Ab Juli 2021 spielte er beim unterklassigen Serrano Football Club.
Zur Saison 2022 wechselte Santos ein zweites Mal nach Vietnam, diesmal zum Sài Gòn FC. Für Sài Gòn erzielte er drei Tore in sieben Partien in der V.League, ehe er sich im August 2022 dem Ligakonkurrenten FC Thanh Hóa anschloss. Für Thanh Hóa kam er zu elf Einsätzen bis Saisonende. Im Januar 2023 wechselte der Stürmer zum österreichischen Zweitligisten FC Dornbirn 1913. Für Dornbirn spielte er 13 Mal in der 2. Liga und erzielte dabei acht Tore. Zur Saison 2023/24 wechselte er dann zum Bundesligisten SCR Altach, bei dem er einen bis 2025 laufenden Vertrag erhielt. Für Altach kam er insgesamt zu 35 Einsätzen in der Bundesliga, in denen er zehn Tore machte.
Im Januar 2025 wechselte Santos zum japanischen Zweitligisten Vegalta Sendai.

## Trivia
Santos war bis 2023 als Gustavo Balotelli bekannt, ehe er bei seinem Altach-Transfer bekanntgab, künftig wieder mit seinem bürgerlichen Namen angesprochen werden zu wollen.